# Moult Éditions
Pour les articles homonymes, voir Moult.
Moult Éditions est une maison d'édition québécoise fondée en février 2007 à Montréal dont la ligne éditoriale est orientée vers la satire et la critique.

## Histoire
Avant de fonder Moult Éditions, le noyau éditorial de la maison d’édition animait la revue La Conspiration dépressionniste (2003-2013) “revue où se côtoient créations, satires et essais de critique politique et culturelle”. Huit numéros paraissent entre 2003 et 2011, en plus de bulletins gratuits et de deux livres. C’est à partir de cette expérience éditoriale que le groupe initial fait le pas vers le projet d’une maison d’édition,.
Enregistrée comme organisme à but non lucratif, Moult Éditions défend une ligne éditoriale qu’elle définit comme “critique du dépressionnisme par des approches philosophiques, poétiques, caustiques et satiriques de la société”. On le présente souvent comme un des rares éditeurs québécois qui, malgré sa participation au circuit commercial du livre, fonctionne sans subvention et de manière autonome.
Dans ses premières années d’existence, Moult Éditions poursuit un travail d’éditions “ ne bénéficiant [...] de l’aide d’aucun distributeur”, et s’associe avec d’autres maisons d’édition (comme Les Éditions Rodrigol) pour mettre en commun leurs efforts de diffusion littéraire à travers le projet de “Dynamo-machines” et la librairie en ligne “Le Pressier”.
Depuis 2019, la maison est diffusée et distribuée par Dimedia et poursuit ses activités à raison de quelques publications par année seulement.
La plupart des publications diffèrent les unes des autres de par leur format unique et leur maquette changeante. On y remarque aussi une forte composante d’image comme en témoigne la participation de plusieurs artistes underground, dont Alexandre Fatta, Caro Caron et Jacques Bref.

## Publications
Le catalogue comprend des textes polémiques, de la fiction, de la poésie (à travers la collection Critures ”orientée vers la poésie irrévérencieuse”et Cul-de-lampe). On compte également une collection intitulée Petite bibliothèque nihiliste, ainsi que la collection Inauditus, axée sur la réédition d'œuvres québécoises avant la Révolution tranquille “ qui sort de l’anonymat des livres obscurs parus entre 1900 et 1960”.
Dès sa fondation, la maison fait paraître quelques livres, mais c’est véritablement à partir de la publication de Québec, ville dépressionniste (2008), qu’elle se fait connaître d’un public moins restreint, en recevant plusieurs recensions dans des médias traditionnels, et à l’étranger. Le sociologue français Jean-Pierre Garnier dira d'ailleurs du livre qu'il “faisait tache au milieu des festivités destinées à promouvoir la capitale nord-américaine de la francophonie”. Québec, ville dépressionniste sera l’objet d’une réédition augmentée en 2018, avec une contribution de Garnier.
Plusieurs titres de Moult Éditions s'établissent dans l’espace public comme Montréal, ville dépressionniste, un ouvrage qui se démarque par ses "abondantes illustrations tour à tour trash, fascinantes et inspirantes, à l’image de l’ensemble de l’œuvre". Le Devoir dira qu'il s'agit d'un “anti-cahier souvenir du 375e cataloguant avec une imperturbable opiniâtreté les turpitudes morales, les injustices historiques et les aberrations urbanistiques dont se sont rendus coupables la métropole et ses dirigeants”. Le livre sort en 2018, soit 10 années après Québec, ville dépressionniste.
En 2008, la publication d'une anthologie des cinq premiers numéros de la La Conspiration dépressionniste sera l’occasion pour le sociologue Jean-Philippe Warren d'affirmer que la revue: “ouvre ses pages à une sensibilité sans concession, tout aussi pourfendeuse d’une droite orthodoxe que critique d’une gauche mollassonne. Il faut la lire pour ce qu’elle est. Et agir, ensuite, en conséquence.”
En 2012, Yannick Lacroix fait paraître Les Cosmonautes de l’Absolu qui sera considéré dans la liste élargie  des 100 livres incontournables de Radio-Canada.
Simon-Pierre Beaudet est un des auteurs les plus importants de la maison avec la publication de Fuck le monde en 2016 (avant-propos de Catherine Dorion) véritable "critique par l'irritation" et Ils mangent dans leurs chars en 2021, qui prend son inspiration du débat sur le troisième lien et que le journaliste Dominic Tardif définit comme une "dystopie du présent". L’autrice Bureau Beige fait paraître en 2017 Pensées pour jours ouvrables et Vieille Fille, notes intimes en 2021 sous un pseudonyme éponyme, qui seront également des titres très médiatisés de la maison. Finalement, la réédition de l’ouvrage "mi-ethnographique, mi-littéraire" On n’est pas des trous-de-cul de Marie Letellier paru en 1971 par les éditions Parti pris, qui, selon Jacques Ferron est un “roman déguisé" permet au titre de prendre de la popularité, jusqu'à  inspirer une adaptation théâtrale.
En 2018, le poète Alain Larose (Harikots, Poèmes pour Pierrette et La chanson de ma mère) reçoit le prix littéraire du Salon du livre du Saguenay–Lac-Saint-Jean, catégorie "Poésie", pour La chanson de ma mère.
En 2019, le livre de L'âne de Carpizan est ré-édité pour la première fois depuis sa publication originale en 1957 --alors auto-publié par Raymond Goulet. Il s'agit du premier roman québécois mettant en scène de manière importante une protagoniste transgenre.